# Anyone Can Whistle
Anyone Can Whistle est une comédie musicale avec de la musique et des paroles de Stephen Sondheim et un livret d'Arthur Laurents.
Décrit par l'historien du théâtre Ken Mandelbaum comme « une satire sur la conformité et la folie des soi-disant sains d'esprit », le spectacle raconte l'histoire d'une ville économiquement déprimée dont le maire corrompu décide de créer un faux miracle afin d'attirer les touristes. Cela attire l'attention de Fay Apple, une infirmière émotionnellement inhibée, une foule de détenus d'un asile local appelé The Cookie Jar, et un médecin avec ses propres secrets.
Après une période d'essai à Philadelphie, Anyone Can Whistle a ouvert au Majestic Theatre de Broadway le 4 avril 1964. Le spectacle a reçu des critiques très variées (y compris des avis négatifs du New York Times et du New York Herald Tribune et s'est terminé après une série de 12 avant-premières et 9 représentations.
Au cours des décennies qui ont suivi sa fermeture, Anyone Can Whistle n'a pas été produit à l'échelle des autres comédies musicales de Sondheim ; les productions notables incluent une version concert en 1995 au Carnegie Hall, quelques productions à Londres et à Los Angeles en 2003 et une mise en scène pour un concert en 2010 pour les Encores!, un programme au centre-ville de New York.
Le spectacle a marqué les débuts musicaux sur scène d'Angela Lansbury.

## Contexte

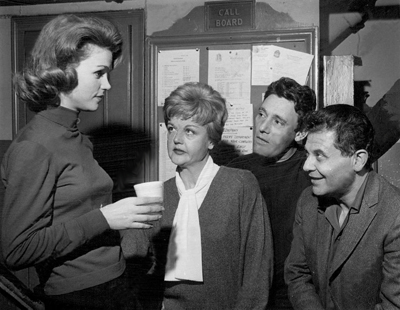
Lee Remick, Angela Lansbury, Harry Guardino et Herbert Greene.

Le spectacle a été annoncé pour la première fois dans le New York Times le 5 octobre 1961 : « Pour l'hiver 1962, Arthur Laurents nourrit un autre projet musical, The Natives Are Restless. La narration et la mise en scène seront l'œuvre de M. Laurent ; la musique et les paroles celles de Stephen Sondheim. Une maigre description a été fournie par M. Laurents, qui a refusé de developper. Bien que le titre puisse indiquer le contraire, il s'agit d'un contenu indigène et d'une portée contemporaine. Aucun producteur pour le moment. » Aucune nouvelle du spectacle n'est apparue avant le 14 juillet 1963, dans un article du New York Times sur Kermit Bloomgarden, où il a discuté des quatre spectacles qu'il produisait pour la saison à venir ; deux étaient hypothétiques, deux étaient définitifs. L'une de ces dernières était une comédie musicale Sondheim-Laurents (nommée Side Show). Dans une lettre à Bloomgarden, Laurents a écrit: « Je vous prie de ne plus mentionner les problèmes d'argent ou les difficultés à Steve. Cela le déprime terriblement et lui rend terriblement difficile de travailler... C'est sacrément difficile de se concentrer .. . Quand toute l'atmosphère est remplie de ténèbres et de pressentiments, le spectacle aura-t-il l'argent pour continuer ? … Épargnez-lui les détails sanglants. » Ce comportement est considéré comme inhabituel pour Laurents, ce qui va à l'encontre de sa réputation. Sondheim a découvert que Laurents détestait faire les auditions des bailleurs de fonds et il a assumé cette responsabilité. Ils ont trouvé 115 investisseurs pour soutenir la production de 350 000 $, dont Richard Rodgers et le père de Sondheim.
Désireuse de travailler à la fois avec Laurents et Sondheim, Angela Lansbury a accepté le rôle principal de la maire Cora Hoover Hooper, malgré ses fortes réticences au sujet du scénario et de sa capacité à gérer la partition. Lee Remick en tant qu'infirmière Fay Apple et Harry Guardino en tant que Hapgood. Laurents avait voulu Barbra Streisand pour le rôle de Fay, mais elle l'a refusé pour jouer dans Funny Girl. Après les répétitions à New York, la société a commencé les essais pré-Broadway à Philadelphie du 2 au 21 mars 1964. Laurents, ignorant les critiques selon lesquelles le message de la série était banal et son style absurde difficile à comprendre, s'est consacré à la mise en scène plutôt qu'à s'attaquer au nœud du problème.
Le spectacle connaît un nouveau rever lorsque l'acteur Henry Lascoe, qui jouait le contrôleur Schubb, subit une crise cardiaque lors d'une répétition à l'extérieur de la ville. Il est remplacé par Gabriel Dell. Selon Sondheim, « Lansbury était si peu sûre d'elle sur scène et mécontente de sa performance que nous avons envisagé de la remplacer. Ironiquement, il est vite devenu évident que c'était Lascoe, un ancien pro... qui l'avait fait se sentir comme une amateur. À la minute où sa doublure beaucoup moins confiante a pris le relais, elle s'est sentie libre de s'épanouir, ce qu'elle a fait de manière spectaculaire. » Sondheim a qualifié les critiques d'« humiliantes » et le public d'« hostile ».

## Productions
Après plusieurs révisions, le spectacle ouvre ses portes à Broadway le 4 avril 1964, au Majestic Theatre, puis ferme après 9 représentations et 12 avant-premières, incapable de surmonter les avis négatifs de grands journaux tels que le New York Times et le New York Herald Tribune. La conception scénique a été réalisée par William et Jean Eckart, la conception des costumes par Theoni V. Aldredge et la conception des éclairages par Jules Fisher. Le chorégraphe Herbert Ross a reçu la seule nomination aux Tony Awards.
Le spectacle est devenu culte, et un enregistrement original tronqué publié par Columbia Records s'est bien vendu parmi les fans de Sondheim et les amateurs de théâtre musical.
Le 8 avril 1995, un concert a eu lieu au Carnegie Hall de New York au profit de Gay Men's Health Crisis. Le concert a été enregistré par Columbia Records, préservant pour la première fois des passages musicaux et des numéros non inclus dans l'enregistrement original de la distribution de Broadway. Par exemple, la chanson coupée "There's Always A Woman" a été incluse à ce concert. Lansbury a servi de narrateur, avec Madeline Kahn dans le rôle de Cora, Bernadette Peters dans le rôle de Fay et Scott Bakula dans le rôle de Hapgood. Le casting supplémentaire comprenait Chip Zien, Ken Page et Harvey Evans, le seul acteur original à reprendre son rôle.
En 2003, Sony a réédité l'enregistrement original de la distribution de Broadway sur CD. Deux reprises ont été organisées cette année-là, une à Londres, au Bridewell Theatre, et une à Los Angeles, au Matrix Theatre.
Le Ravinia Festival, Highland Park, Illinois, a présenté un concert mis en scène les 26 et 27 août 2005, avec Audra McDonald (Fay), Michael Cerveris (Hapgood) et Patti LuPone (Cora).
Le 11 janvier 2008, Talk Is Free Theatre a présenté la première canadienne professionnelle (en concert) au Gryphon Theatre à Barrie, Ontario, avec une collecte de fonds le 13 janvier au Diesel Playhouse à Toronto, Ontario. Il mettait en vedette Adam Brazier dans le rôle de Hapgood, Kate Hennig dans celui de Cora, Blythe Wilson dans celui de Fay et Richard Ouzounian dans celui du narrateur, qui a également été metteur en scène. La chorégraphie était de Sam Strasfeld. Le casting supplémentaire comprenait Juan Chioran en tant que contrôleur Shub, Jonathan Monro en tant que trésorier Cooley et Mark Harapiak en tant que chef Magruder. La direction musicale a été assurée par Wayne Gwillim.
Dans le cadre des concerts new-yorkais Encores!, un concert a été présenté du 8 au 11 avril 2010, avec Sutton Foster dans le rôle de l'infirmière Fay Apple, Donna Murphy dans le rôle de la mairesse Cora Hoover Hooper et Raul Esparza dans le rôle de Hapgood, avec une mise en scène et une chorégraphie de Casey Nicholaw. La production était la deuxième plus fréquentée dans l'histoire de Encores! et Stephen Sondheim était présent le 10 avril.
Une production de Anyone Can Whistle ouvre ses portes au Jermyn Street Studio Theatre, Londres, en association avec Primavera Productions, du 10 mars 2010 au 17 avril 2010. Le metteur en scène est Tom Littler, avec le directeur musical Tom Attwood, et un distribution qui comprend Issy van Randwyck (maire), Rosalie Craig (infirmière Fay Apple) et David Ricardo-Pearce (Hapgood).
Le Porchlight Music Theatre de Chicago a présenté Anyone Can Whistle en 2013 dans le cadre de la série "Porchlight Revisits", dans laquelle ils mettent en scène trois comédies musicales oubliées par an. Il a été mis en scène par Christopher Pazdernik et la musique dirigée par Aaron Benham.
Une nouvelle production mise en scène par Phil Willmott a ouvert ses portes à l'Union Theatre de Londres, du 8 février au 11 mars 2017.

## Distribution notable
| Personnage         | Broadway 1964   | Carnegie Hall Concert 1995 | Encores! 2010       |
| ------------------ | --------------- | -------------------------- | ------------------- |
| Cora Hoover Hooper | Angela Lansbury | Madeline Kahn              | Donna Murphy        |
| Fay Apple          | Lee Remick      | Bernadette Peters          | Sutton Foster       |
| J. Bowden Hapgood  | Harry Guardino  | Scott Bakula               | Raúl Esparza        |
| Dr. Detmold        | Don Doherty     | Harvey Evans               | Clyde Alves         |
| controller Schub   | Gabriel Dell    | Walter Bobbie              | Edward Hibbert      |
| Treasurer Cooley   | Arnold Soboloff | Chip Zien                  | Jeff Blumenkrantz   |
| Chef Magruder      | James Frawley   | Ken Page                   | John Ellison Conlee |

## Numéraux musicaux
(De la production de Broadway)
| Acte I - Prélude Acte I (Instrumental) - Orchestre - I'm Like the Bluebird — Le troupe - Me and My Town — Cora Hoover Hooper et les garçons - Miracle Song — Cora Hoover Hooper, Treasurer Cooley, citadins, touristes et pèlerins - There Won't Be Trumpets - Fay Apple* - Simple — J. Bowden Hapgood et la troupe | Acte II - Prélude Acte II (Instrumental) - Orchestre - A-1 March — La troupe - Come Play Wiz Me — Fay Apple, J. Bowden Hapgood et les garçons - Anyone Can Whistle — Fay Apple - A Parade In Town — Cora Hoover Hooper - Everybody Says Don't — J. Bowden Hapgood - Don't Ballet (Instrumental) - Orchestre | Acte III - Prélude Acte III (Instrumental) - Orchestre - I've Got You to Lean On — Cora Hoover Hooper, contrôleur Schub, Treasurer Cooley, chef Magruder et les garçons - See What It Gets You — Fay Apple - Anyone Can Whistle (Reprise) - Fay Apple - Cora's Chase (The Cookie Chase) - La troupe - I'm Like the Bluebird (Reprise 1) - Cookies - With So Little to Be Sure Of — Fay Apple et J. Bowden Hapgood - I've Got You to Lean On (Reprise) - Cora Hoover Hooper et le contrôleur Schub* - I'm Like the Bluebird (Reprise 2) - Cookies - Finale Ultimo (Instrumental) — Orchestre |

Notes
- * Indique que la chanson est coupée pendant les aperçus.
- "There Won't Be Trumpets" a été coupé de la production originale. Il a été enregistré pour l'enregistrement original de la distribution de Broadway, mais n'a pas été inclus dans la sortie du LP; il a été rétabli sur une version ultérieure du CD. La chanson est toujours incluse dans les scripts sous licence officielle et les partitions pour la performance[13].
- Ajouté lors du concert de 1995 : "There Won't Be Trumpets"—Fay Apple; "There's Always A Woman"—Fay Apple et Cora
- "Finale Ultimo" est joint à la fin de "With So Little to Be Sure Of" sur l'enregistrement original de la distribution.